# Verenigde Tankrederij
De Verenigde Tankrederij Groep, ook bekend als VT of Unilloyd is een Nederlandse rederij. Het  bedrijf werd in 1932 als joint venture opgericht door vier onafhankelijke binnentankvaartrederijen in het vervoer van eetbare oliën en vetten.
Met de ontwikkeling van de petrochemische industrie en de groei van de Rotterdamse haven ging VT zich concentreren op het vervoeren van zware stookolie en het transport van bunkers voor zeeschepen. Een managementbuy-out bood in het begin van de jaren negentig de mogelijkheid om meer te investeren in het vervoer van petrochemische producten. Gelijktijdig is er in het vervoer van eetbare oliën gedesinvesteerd.
De onderneming heeft thans meer dan 200 mensen in dienst en in totaal meer dan 30 schepen in bezit, die variëren in grootte van 220 ton tot meer dan 9.000 ton. Een nieuwbouwprogramma is inmiddels opgestart. 